# Dołżyca (Ukraina)
Dołżyca (ukr. Довжиця, Dowżycia) – wieś na Ukrainie, w obwodzie wołyńskim, w rejonie kamieńskim.
Do 2020 w rejonie maniewickim.